# Ardisia carnosicaulis
Ardisia carnosicaulis C.Chen & D.Fang – gatunek roślin z rodziny pierwiosnkowatych (Primulaceae). Występuje naturalnie w Chinach – w prowincji Kuangsi. 

## Morfologia
PokrójZimozielony krzew dorastający do 1 m wysokości.
LiścieBlaszka liściowa ma eliptyczny, owalny lub lancetowaty kształt. Mierzy 9–14,5 cm długości oraz 3–5 cm szerokości, jest karbowana na brzegu, ma klinową nasadę i spiczasty wierzchołek. Ogonek liściowy jest nagi i ma 20 mm długości.
KwiatyZebrane w baldachogronach wyrastających na szczytach pędów. Mają działki kielicha o podługowato owalnym kształcie i dorastające do 2–3 mm długości. Płatki są owalne i mają różową barwę oraz 6–8 mm długości.

## Biologia i ekologia
Rośnie w lasach. Występuje na wysokości około 400 m n.p.m.